# Lekom
Lekom is een bestuurslaag in het regentschap Alor van de provincie Oost-Nusa Tenggara, Indonesië. Lekom telt 558 inwoners (volkstelling 2010).